# El alma se serena (película)
El alma se serena es una película española dirigida por José Luis Sáenz de Heredia y estrenada en el año 1970. Basada en la obra teatral homónima de Juan José Alonso Millán, se rodó en sistema Panorámico y Eastmancolor.

## Argumento
Un joven deja en su pueblo a una novia y marcha a Madrid, donde se embarca en una serie interminable de juergas, con una lista igualmente larga de chicas. Cuando la novia viaja para encontrarse con él lo encuentra sumergido en ese ritmo de vida. Tras ingentes esfuerzos, consigue casarse con él, creyendo que con su amor bastará para hacerle olvidar a todas sus chicas.